# Thomas Robert Malthus
Thomas Robert Malthus (The Rookery, 13 febbraio 1766 – Bath, 29 dicembre 1834) è stato un economista, filosofo, pastore protestante e demografo inglese, precursore della moderna sociologia.

## Biografia
Settimo figlio di Daniel Malthus e Henrietta Catherine Graham, Malthus nacque in una famiglia benestante. Suo padre Daniel era un amico personale del filosofo David Hume e aveva contatti con Jean-Jacques Rousseau. Il giovane Malthus fu educato a casa fino alla sua ammissione al Jesus College dell'Università di Cambridge nel 1784. Lì studiò molte materie e vinse premi in declamazione inglese, latino e greco. La sua materia preferita era però la matematica. Si laureò nel 1791 e nel 1797 fu nominato pastore anglicano. Malthus si sposò nel 1804 ed ebbe tre figli.
Nel 1805 iniziò la carriera di professore di economia politica presso l'università di Haileybury fino alla morte che avvenne nel 1834. Fu seppellito nell'abbazia di Bath, in Inghilterra.

## Opere

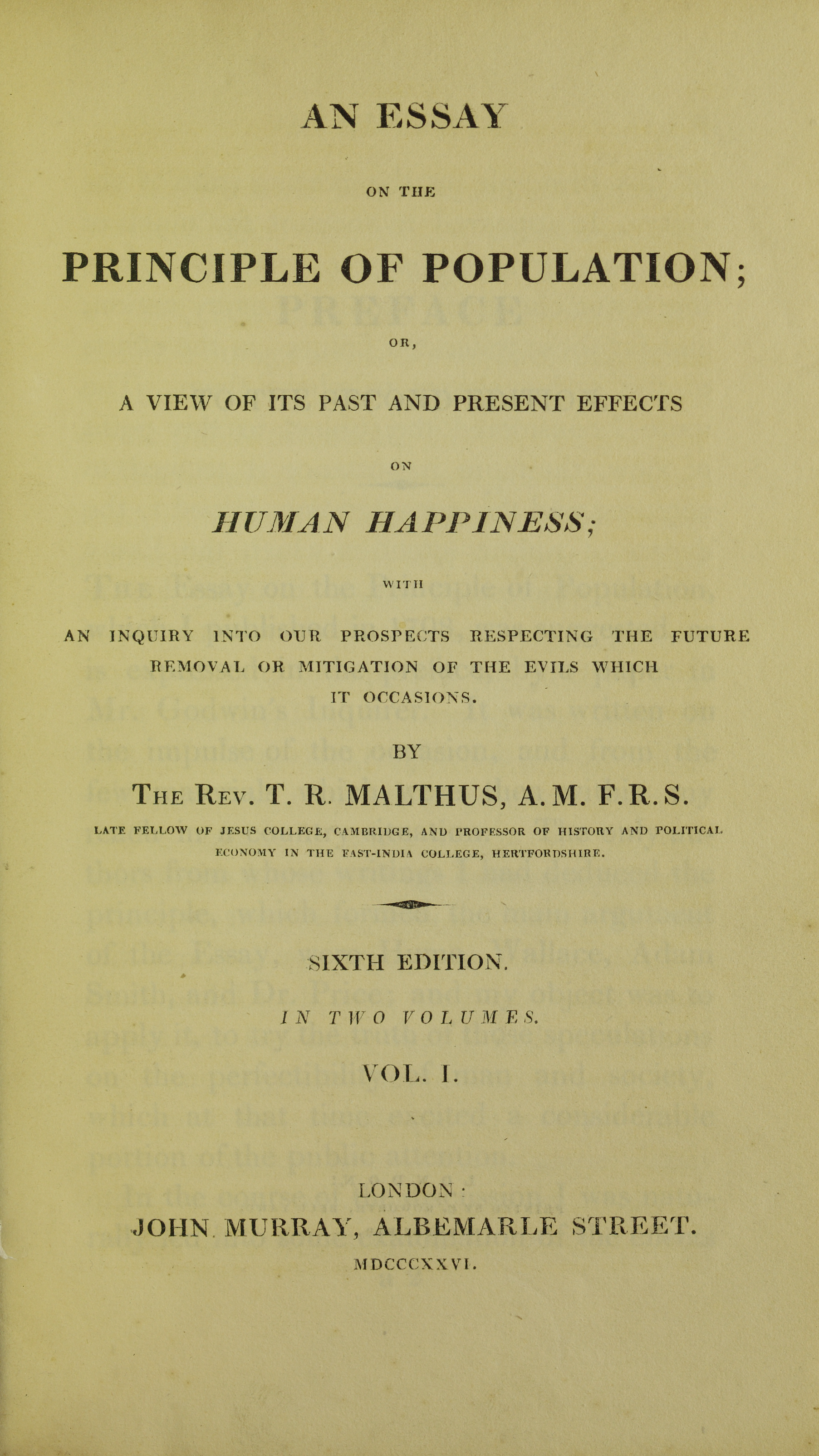
Essay on the principle of population, 1826

Nel 1798 pubblicò An essay of the principle of the population as it affects the future improvement of society (Saggio sul principio della popolazione e i suoi effetti sullo sviluppo futuro della società), in cui sostenne che l'incremento demografico avrebbe spinto a coltivare terre sempre meno fertili, con conseguente penuria di generi di sussistenza per giungere all'arresto dello sviluppo economico, poiché la popolazione tenderebbe a crescere in progressione geometrica, quindi più velocemente della disponibilità di alimenti, che crescerebbero invece in progressione aritmetica (teoria questa che sarà poi ripresa da altri economisti per teorizzare l'esaurimento del carbone prima e del petrolio dopo).

Le sue osservazioni partono dallo studio delle colonie inglesi del New England, dove la disponibilità "illimitata" di nuova terra fertile ha permesso uno sviluppo "naturale" della popolazione con una progressione quadratica mentre, dove ciò non è possibile, si verificano periodiche carestie con conseguenti epidemie. Per Malthus insomma c'è questa spontanea forma di "controllo successivo". Da rigido pastore anglicano ipotizza anche un "controllo preventivo" da parte dell'uomo, ma basato solo sulla "castità". Le moderne scienze demografiche hanno appurato, diversamente dalla sua teoria, che il declino della natalità avviene spontaneamente con l'aumentare dei redditi famigliari e ipotizzano lo stabilizzarsi naturale della crescita demografica. Il saggio partì dalla confutazione delle tesi dell'illuminista William Godwin sulle ragioni dell'esistenza della miseria: se Godwin vedeva queste cause soprattutto nella disuguaglianza sociale determinata dalle istituzioni, la tesi di Malthus, di carattere più generale, fu invece che l'aumento di popolazione umana tendeva a mettere in crisi la quantità di risorse disponibili. 

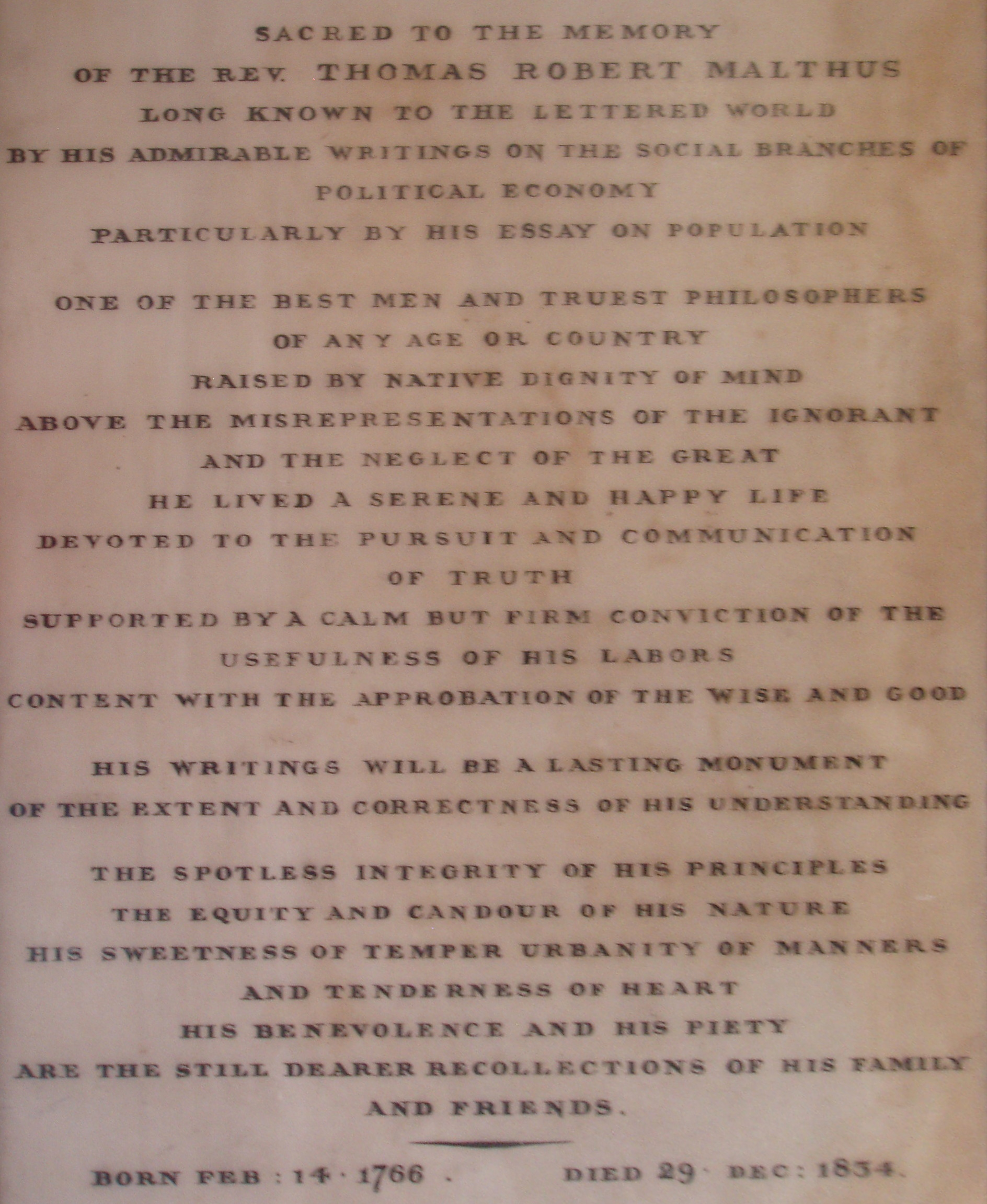
L'epitaffio di Malthus

La teoria demografica di Malthus ispirò la corrente del malthusianesimo che sostiene il ricorso al controllo delle nascite per impedire l'impoverimento dell'umanità. Malthus pubblicò inoltre Investigazione delle cause del presente alto prezzo delle derrate (1800) e Saggio sulla rendita (1815), in cui formulò la teoria della rendita differenziale. Questa teoria demografica è andata incontro a varie critiche che da quest'unico aspetto si sono estese a sminuire anche le altre sue pur giuste intuizioni, ad esempio Ralph Waldo Emerson disse: «Malthus, affermando che le bocche si moltiplicano geometricamente e il cibo solo aritmeticamente, dimenticò che la mente umana era anch'essa un fattore nell'economia politica, e che i crescenti bisogni della società sarebbero stati soddisfatti da un crescente potere di invenzione.»
Se è vero quindi che le sue previsioni hanno trascurato la forza dei cambiamenti imposti dal progresso tecnologico, ampiamente imprevedibile ad inizio '800, e sono state contraddette grazie alla conseguente crescita che l'avanzamento tecnico ha consentito, dal lato opposto appare evidente la validità del suo quadro teorico complessivo, soprattutto alle soglie del XXI secolo, in cui tornano fortemente a riproporsi temi come la scarsità delle materie prime e la sovrappopolazione. Sembra dunque che i successi scientifici abbiano garantito solo di eludere le teorie malthusiane per più di due secoli, ma da essi non si possano ancora considerare smentite.
Malthus è da ritenersi il primo e, per quasi due secoli, cioè fino a '900 inoltrato, l'unico grande economista ad aver sistematicamente affrontato i problemi economici non solo dal lato prevalente della domanda ma anche da quello dell'offerta, ponendo interrogativi fondanti sulla capacità della natura di soddisfare i bisogni di una popolazione umana crescente, a differenza di quanto fecero i suoi predecessori o contemporanei, in particolare Smith e Ricardo, ma anche i suoi successori, come Marx.
Malthus introduce il concetto di salario di sussistenza, cioè il livello medio del salario necessario per soddisfare le esigenze ritenute fondamentali. Secondo Malthus, fino al salario di sussistenza non ci si sposa, né si fanno figli. Se esiste un sussidio, come quello derivante dalle Poor Laws, aumenta il reddito disponibile delle famiglie, oltre un livello di mera sussistenza. Di conseguenza i poveri tenderanno a procreare, facendo sì che aumenti la forza lavoro e quindi l'offerta di lavoro, portando di conseguenza a un'ulteriore diminuzione dei salari. Al contrario, quando il livello di vita scenderà sotto lo standard di vita ritenuto accettabile, i poveri smetteranno di fare figli e il salario tenderà a salire da solo.
Questa teoria della sostanziale stabilità dei salari è accettata dai classici, che la attribuiscono a meccanismi di mercato.

## Influenze
L'influenza della teoria di Malthus sulla popolazione fu molto alta ed ad essa si rifecero alcune riflessioni degli economisti britannici John Maynard Keynes e David Ricardo.
L'idea di Malthus della "Lotta per la sopravvivenza" dell'uomo ebbe una influenza decisiva sia su Charles Darwin sia su Alfred Russel Wallace per la formulazione della loro teoria evoluzionista, teoria che venne ripresa ed estesa a vari contesti psicologici, sociali e morali da Herbert Spencer.
Un altro esempio famoso di influenza indiretta, tra i tanti possibili, è stato il libro del 1972 Rapporto sui limiti dello sviluppo del Club di Roma.
Ampie citazioni a Malthus si ritrovano nel libro Human Race: Ten Centuries of Change on Earth (Vintage, 2015; formerly published as Centuries of Change: which century saw the most change and why it matters to us by The Bodley Head, 2014) in italiano Il libro dei Secoli (Boringhieri)  dello storico inglese Ian Mortimer.